# Nueva Zelanda en los Juegos Olímpicos de Milán-Cortina d'Ampezzo 2026
Nueva Zelanda participará en los Juegos Olímpicos de Milán-Cortina d'Ampezzo 2026. Responsable del equipo olímpico es el Comité Olímpico de Nueva Zelanda.